# Augustin Robespierre
Augustin Bon Joseph de Robespierre, Augustin Robespierre, o Robespierre le Jeune (21 de gener de 1763 – 28 de juliol de 1794) era el germà petit de Maximilien Robespierre, un líder principal de la Revolució francesa.
Nasqué a Arràs, França, essent fill de l'advocat Maximilien-Barthelemy-François de Robespierre i de Jacqueline-Marguerite Carraut. La seva mare va morir quan ell tenia només un any d'edat i el seu pare abandonà la família i marxà a Baviera, on morí l'any 1777. Ell va ser criat per una tieta i va aprendre Dret. Com el seu germà, ell també va ser un radical durant la Revolució francesa.
El setembre de 1792, va ser elegit per a la Convenció Nacional, on s'uní al seu germà als Montagnards i als Jacobins.
Va esdevenir Député-en-Mission a l'Exèrcit d'Itàlia (armée d'Italie francesa) el 1794.
Amb la caiguda de Maximilien Robespierre arran del cop d'estat del 9 de Termidor (27 de juliol de 1794), els associats amb el seu germà van ser atacats pels Thermidorians. (la relació de Napoleó amb Augustin portà a l'empresonament de Napoleó a Fort Carré el 6 d'agost de 1794 però va ser alliberat dues setmanes després.)
Augustin va demanar a la Convenció Nacional ésser arrestat amb el seu germà dient, "<jo soc tan culpable com ell; Comparteixo les seves virtuts i vull compartir el seu destí. Jo demano ser acusat". Després de cercar refugi a l'Hôtel de Ville de París, tractà d'escapar per la finestra. Falà però es trencà les dues cames, i va ser guillotinat el mateix dia que el seu germà